# Splatoon
Splatoon (яп. スプラトゥーン Супурату:н, "splat" с англ. — «клякса» + "platoon" с англ. — «отряд») — компьютерная игра в жанре шутера от третьего лица, разработанная и выпущенная японской компанией Nintendo для консоли Wii U в мае 2015 года. Персонажами игры являются «инклинги»: существа, способные менять свою форму между гуманоидом и кальмаром, а также прятаться и плавать по окрашенным чернилами поверхностям, предварительно закрашивая их при помощи различного оружия, такого как автоматы, вёдра или кисти. В Splatoon представлено несколько игровых режимов, включая сетевую игру в командах «4 на 4 игрока» и однопользовательскую кампанию.
Splatoon была разработана подразделением Nintendo, Entertainment Analysis & Development. Изначальной идеей проекта было создание соревновательной многопользовательской игры, в которой ключевым моментом было бы использование закрашенной краской территории. Впоследствии концепция развилась до того, что в игре появились кальмары и способность плыть по чернилам. Изначальный прототип игры создал главный разработчик Синтаро Сато, который ранее работал над играми серии Animal Crossing. Команда разработки Splatoon в основном состояла из более молодых разработчиков Nintendo, по сравнению с другими проектами компании.
Splatoon получила положительные оценки от игровой прессы как до, так и после выпуска. Рецензенты хвалили общую стилистику, игровые механики и саундтрек, а также решение Nintendo выпустить игру нового для неё жанра, не используя уже существующих персонажей. Критике подверглось отсутствие голосового чата и приватных комнат, небольшое количество карт, доступных на момент выпуска игры, и проблемы с системой поиска противников. Nintendo активно поддерживала игру после её выхода, выпуская новые карты и виды оружия, добавив возможность создания приватных комнат, и проводя регулярные внутриигровые мероприятия под названием «Сплатфесты». Splatoon была номинирована и получила награды как одна из лучших игр года от нескольких изданий, посвященных видеоиграм. Сиквел под названием Splatoon 2 был выпущен на платформе Nintendo Switch в 2017 году. Третья часть серии, Splatoon 3, вышла в 2022 году.

## Игровой процесс

Девочка-инклинг из жёлтой команды отвоёвывает зону у фиолетовой команды в режиме игры «Бой за зоны». В левом верхнем углу указано время до конца матча. Сверху в центре — индикаторы активных и «плюхнутых» игроков, а также таймеры с временем, которое нужно удержаться каждой из команд до победы. В правом верхнем углу — индикатор заряда супер-оружия.

Splatoon является командным шутером с видом от третьего лица, в котором восемь игроков соревнуются в сетевых матчах в формате «четыре на четыре игрока». Другими доступными режимами игры являются локальные матчи «один на один» и одиночная кампания. Игроки управляют существами, называемыми «инклингами», которые обладают способностью менять свою форму между человеком и кальмаром. В гуманоидной форме, инклинги могут стрелять чернилами цвета своей команды, закрашивая территорию и наносить урон противникам. Трансформирование в кальмара позволяет игрокам плыть по чернилам своего цвета, карабкаться по стенам, проскальзывать сквозь решётки, прятаться от неприятелей и восполнять запас чернил. В то же время, нахождение в краске противника снижает скорость передвижения в гуманоидной форме, делает невозможным плавание в форме кальмара и постепенно наносит урон. Индикатором полученного урона является помутнение краёв экрана, которое исчезает когда игрок перестаёт получать повреждения. Игроки могут использовать чернила, чтобы нанести неприятелям урон и тем самым «плюхнуть» их, в результате чего, на месте поражения появится большая клякса чернил цвета атаковавшего игрока, а сам соперник будет отброшен назад к точке возрождения чужой команды. Во всех режимах, кроме игры для двух участников, игроки могут использовать контроллер Wii U GamePad, чтобы смотреть на карту окружающего пространства и быстро перемещаться к игрокам своей команды, прикасаясь к сенсорному экрану геймпада, а также задействовать гироскопы контроллера для упрощения нацеливания.
В матчах игроки используют один из видов чернильного оружия, каждое из которых имеет различные характеристики и особенности, а также вторичную атаку (например, заполненные краской воздушные шарики, распрыскиватели и силовые поля) и специальную атаку, которая заряжается при закрашивании чернилами определённой площади арены. В игре есть как дальнобойные оружия с различной дистанцией стрельбы, аналогичные пистолетам и винтовкам, так и оружия ближней дальности, например, валики, кисти и вёдра с краской. Оружие продаётся в наборах, которые становятся доступны с получением игроком уровней опыта, и могут быть приобретены на деньги, полученные за проведённые матчи. Кроме того игроки могут менять внешность своего персонажа используя головные уборы, одежду и обувь из внутриигровых магазинов. Количество доступных предметов тоже зависит от уровня игрока. У каждого предмета есть главная и дополнительные особенности, использующие ячейки экипировки и улучшающие характеристики игрока во время матча (например, затрачивание меньшего времени на возрождение или возможность более длительного использования специальной способности). Когда игрок встречает других персонажей на площади, он может заказать предмет, который носит другой инклинг и выкупить его у подпольного продавца по имени Шипаня на следующий день.
Игра поддерживает фигурки Amiibo из серии Splatoon, каждая фигурка разблокирует набор миссий, по завершении которых игрок получает дополнительное снаряжение (оружие и одежду) и бонусную мини-игру, в которую можно играть на контроллере Wii U GamePad во время ожидания в лобби-комнатах. Во время функционирования социальной сети Miiverse, игроки могли создавать и публиковать рисунки в сообщество Splatoon, которые появлялись в виде граффити на различных зданиях в игре.

### Сетевая игра
Матчи в сетевой игре разделяются на обычные и рейтинговые. Игра для обоих типов матчей может проводиться на одной из двух карт, которые каждые 4 часа меняются на другую пару из списка доступных локаций. В рейтинговых играх игрокам присваивается ранг от C- до S+ в зависимости от количества выигранных или проигранных матчей подряд. Чем выше оценка, тем большее количество опыта и денег игроки получают после победы в сражении.
В Splatoon есть различные типы матчей. Для обычных матчей по умолчанию используется режим «Бой за район», тогда как для рейтинговых он ротируется между «Боем за зоны», «Боем за башню», и «Мегакарпом».
- Бой за район (англ. Turf War) — режим по умолчанию для обычных матчей, в котором каждая из команд пытается закрасить наибольшую площадь карты своим цветом за 3 минуты. Команда, чья площадь оказывается больше, побеждает[15].
- Бой за зоны (англ. Splat Zones) — формат типа «царь горы», где командам нужно удерживать определённые области карты в чернилах своей группы ограниченное количество времени. Пока все специальные зоны одновременно окрашены в цвета команды, происходит отсчёт командного таймера. Когда команда теряет контроль над одной из областей, то таймер останавливается. Если при этом другая команда захватывает все специальные области, то начинается отсчёт её командного таймера, а прежние владельцы получают штрафное время. Команда побеждает, если её счётчик дошёл до нуля. По окончании времени отведённого на матч, победителем становится команда, у которой на таймере осталось наименьшее количество времени[16][17].
- Бой за башню (англ. Tower Control) — режим, в котором команды должны захватить и сопроводить летающую башню из центра карты к цели, которая находится на стороне противника. Победителем считается команда которой удалось это сделать, а в случае завершения временного лимита — команда, подобравшаяся к цели ближе[18].
- Мегакарп (англ. Rainmaker) — режим, аналогичный «захвату флага[англ.]». Игроки должны захватить тотем под названием «Мегакарп» и принести его к цели, которая находится на стороне карты, контролируемой чужой командой. Игрок несущий Мегакарпа не может использовать супер прыжок, однако имеет возможность совершать мощные атаки, при этом Мегакарп не использует запасы чернил[14].

В Схватке Доджо (англ. Battle Dojo), локальном многопользовательском режиме, два игрока соревнуются в том, кто уничтожит наибольшее количество воздушных шариков. Один из игроков использует контроллер Wii U GamePad и его сенсорный экран, а другой смотрит на экран телевизора и использует для управления контроллер Wii U Pro Controller, Wii Classic Controller или другой контроллер, задействующий MotionPlus для воссоздания управления, аналогичного гироскопам в Wii U GamePad.
Кроме того, в период между июнем 2015 года и июлем 2016 года, Nintendo проводила регулярные внутриигровые мероприятия под названием «Сплатфесты» (англ. Splatfest), ориентированные на сетевую игру. Во время Сплатфестов игроки могли выбрать между одной из двух команд и зарабатывать очки как для своего, так и для командного рейтинга в зависимости от успехов в матчах. Победившая команда определялась по совокупности количества голосов, отданных за команду, и результативности в сетевых матчах. После мероприятия игроки получали в награду Круть-улиток (англ. Super Sea Snails), которые можно было использовать для замены характеристик экипировки в уже заполненных ячейках или добавления дополнительных ячеек, при этом, проигравшая команда получала меньшее количество бонусов. После последнего Сплатфеста, который прошёл 24 июля 2016 года, игроки могли получать Круть-улиток после победы в определённом количестве матчей.
Прекращение возможности многопользовательской игры через интернет произошло 8 апреля 2024 года.

### Одиночная кампания
Одиночная кампания разворачивается на локации «Долина Окто» (англ. Octo Valley), где игрока вербует ветеран войны Капитан Кальмостар для того, чтобы спасти от Осьморян (англ. Octarians) гигантского сома, известного как «Большой Вольторыб», служащего источником энергии для Инкополя, в котором проживают инклинги. В этом режиме игрок использует обычное оружие, которое может быть модифицировано улучшениями и усилителями за сбор икринок, разбросанных по каждой локации. На каждом уровне игроку необходимо уничтожать врагов и преодолевать препятствия чтобы достичь мини-Вольторыба в конце. Необязательной целью во время прохождения является сбор спрятанных «свитков», которые описывают события и игровой мир Splatoon. Из свитков игрок может узнать, что действие игры происходит спустя 12 000 лет после вымирания человечества. После того как игрок проходит все уровни на доступной локации, ему необходимо сразиться с боссом, чтобы открыть доступ к следующей области. После победы над каждым из боссов игрок получает в награду чертежи, которые обмениваются в оружейном магазине на новые виды вооружения.

## Разработка
Splatoon была разработана подразделением Nintendo Entertainment Analysis & Development. Задачей, которую ставил перед командой Юсукэ Амано, один из руководителей проекта, было создание шутера с низким входным порогом, чтобы вместе с ним могли играть и его друзья. Кроме того, для того, чтобы снизить количество негативных эмоций, который возникают во время игры, Амано решил отказаться от того, чтобы дать игрокам возможность общаться с помощью голосового чата. Работа над Splatoon началась в 2013 году силами 10 разработчиков. Изначально, программист Синтаро Сато, который ранее был одним из участников команды разработки Animal Crossing, создал прототип игры, где на плоской арене друг другу противостояли команды в формате «четыре на четыре игрока», а целью был захват территории при помощи чернил. Разработчики решили, что эта идея действительно забавная, из которой можно сделать полноценную игру.
В раннем прототипе игры в качестве персонажей выступали простые кубы, напоминающие кубики тофу, у которых были носы, чтобы было понятно, какая сторона куба является лицевой и при касании поверхности, окрашенной чернилами своего цвета, игрок мог становиться невидимым. После того как вышестоящее руководство одобрило разработку полноценной игры, команда начала расширять её концепцию. Одной из идеей, которую команда хотела реализовать, было желание каким-то образом добавить в игру кальмаров. После того как разработчики собрали все идеи, которые они хотели бы воплотить в проекте, у них появились сложности с тем, чтобы «отфильтровать их» до «простой весёлой игры». Когда старший геймдизайнер Nintendo Сигэру Миямото увидел состояние разработки, он сказал команде, что на данном этапе игра «не выглядит привлекательно», после чего разработчики добавили возможность прятаться в чернилах, а также вертикальные поверхности на картах, однако проект всё равно казался бесцельным. Главный художник набросал различные варианты для персонажей, которых мог бы контролировать игрок, включая животных, мужчин-мачо, роботов и Марио. В течение продолжительного времени был утверждён дизайн персонажей-кроликов, для которых были созданы трёхмерные модели и анимации, однако разработчики оставались недовольны этой идеей. В итоге руководители проекта решили вернуться к идее кальмара, за которого можно было играть. Геймдизайнеры думали, что им был нужен персонаж-человек, который бы мог держать в руках оружие, но они посчитали, что гибрид человека и кальмара не будет популярным. В январе 2014 года команда осознала, что они могут дать персонажу возможность переключаться между человеческой и кальмарной формой, что позволило разработчикам воплотить и другие идеи, такие как плаванье в чернилах или получение урона при нахождении в чужой краске. С самого начала разработки проекта было решено, что экран контроллера Wii U GamePad будет отображать в режиме реального времени состояние карты, и таким образом игрок мог следить за тем, какая из команд находится впереди. В процессе разработки команда думала над тем, чтобы использовать в качестве телепортационных точек в игре писсуары и сливные отверстия. Разработчики хотели создать интересные звуковые эффекты и потому часто возились со слизью в офисе, чтобы создать звук кальмара плывущего в чернилах.
Команда, работавшая над игрой, состояла из более молодых участников относительно других проектов Nintendo. В интервью Kotaku геймдизайнер Цубаса Сакагути и продюсер Хисаси Ногами признались, что они вместе с остальными разработчиками играли в шутеры от первого лица (такие как Call of Duty и Battlefield) и игры на консолях других компаний как по служебной необходимости, так и потому что они любят компьютерные игры в целом. Кроме использования сил самой команды, помощь с разработкой игры оказывала компания Monolith Soft. Splatoon была представлена в виде трейлера во время презентации Nintendo на выставке E3 2014 и демоверсии, которая была доступна в основном зале мероприятия. Информация о кампании одиночного режима была раскрыта во время презентации Nintendo Direct.

## Выпуск

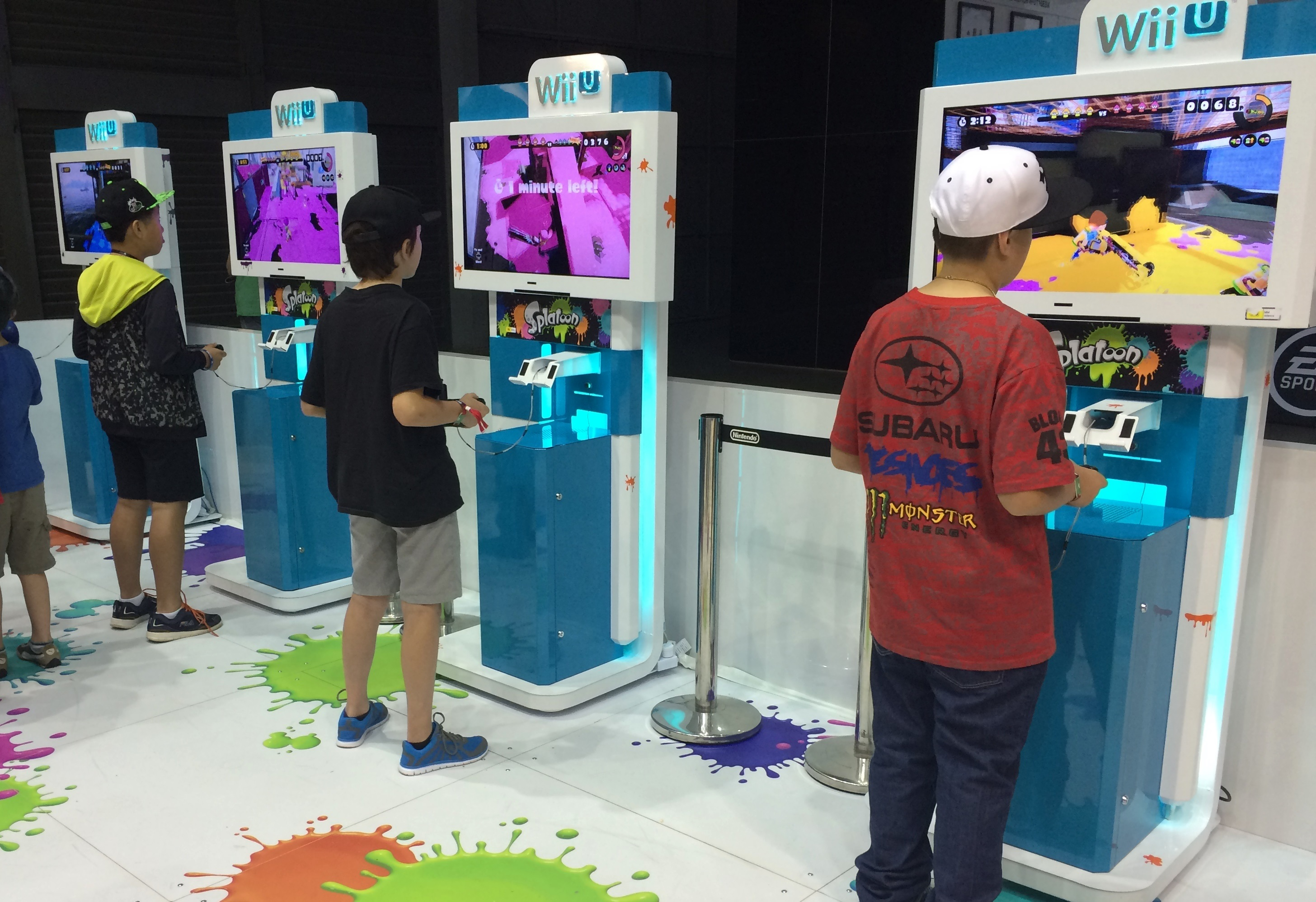
Посетители выставки компьютерных игр EB Games Expo играют сетевые матчи в Splatoon

Перед выходом проекта, Nintendo выпустила ограниченную демоверсию сетевой игры под названием «Global Testfire», которая была доступна с 8 по 9 мая 2015 года, а также в течение двух часов 23 мая 2015 года. 15 мая на пирсе Санта Моники в Калифорнии компания провела специальное мероприятие «Splatoon Mess Fest» с участием знаменитостей, где гостям предлагалось пройти полосу препятствий по мотивам игры. Пришедшие игроки могли сыграть в демоверсию Splatoon. Для продвижения игры Nintendo объявила о сотрудничестве с Масахиро Амбэ, автором манги Shinryaku! Ika Musume, в результате которого 6 августа 2015 года в Splatoon стали доступны костюмы в тематике произведения. В свою очередь, костюмы в стиле Splatoon были включены в игру для Nintendo 3DS,  Girls Mode 3: Kirakira ☆ Code. В Канаде, в рамках рекламной кампании с июня по сентябрь 2015 года, посетителям сети кафе Yogurty’s предлагался замороженный йогурт по мотивам Splatoon. В Великобритании Nintendo UK заключила соглашение со скейт-парком Adrenaline Alley, чтобы украсить его декорациями и символикой игры и установить на территории несколько демонстрационных стендов Wii U на лето. Кроме того, Nintendo проводила художественные конкурсы среди фанатов в социальных сетях Miiverse и «Твиттер».
Покупателям, сделавшим предзаказ Splatoon в сети GameStop, выдавался ваучер на получение костюмов для персонажей Mii в стиле Splatoon для использования в файтинге Super Smash Bros. for Nintendo 3DS and Wii U. В Великобритании за день до выхода игры был угнан грузовик, перевозивший партию специального издания Splatoon, в результате чего сети магазинов GAME пришлось отменить все предзаказы этой версии игры.
В дополнение к игре, Nintendo выпустила серию тематических фигурок Amiibo: мальчика-инклинга, девочку-инклинга и кальмара, которые можно было приобрести как по отдельности, так и в виде набора из трёх игрушек. Фигурки внутриигровой поп-группы Squid Sisters, состоящей из Кэлли и Мари, были выпущены в Японии 7 июля, а в остальном мире 8 июля 2016 года. Вместе со Squid Sisters компания выпустила ограниченную серию Amiibo, которая представляет собой инклингов и кальмара в альтернативных цветах. При использовании фигурок Кэлли и Мари в игре появляется возможность посмотреть концерт, на котором они исполняют свои песни.
Splatoon была выпущена в виде набора Wii U Deluxe Set, который в Северной Америке продавался в сети магазинов Best Buy и включал в себя консоль и игру в виде кода для загрузки, тогда как в Австралии, Европе и Новой Зеландии игра предлагалась на физическом носителе. В Японии комплект из консоли и игры вышел 7 июля 2016 и дополнительно включал в себя Amiibo Кэлли и Мари. Одновременно с этим, Nintendo выпустила две подставки для фигурок в тематике Splatoon, которые были доступны только в Японии. В ноябре 2015 на презентации Nintendo Direct было объявлено о выпуске набора, включающего в себя консоль, Splatoon и Super Smash Bros. for Nintendo 3DS and Wii U, который поступил в продажу во время праздников.
После выхода игры в Splatoon были добавлены дополнительные режимы, карты и оружие. В августе 2015 года максимальный возможный уровень игроков был повышен с 20 до 50, а в рейтинговые матчи были добавлены ранги S и S+. Обновление дало возможность создавать в игре приватные лобби-комнаты и набирать группу перед матчем, кроме того было добавлено более 40 новых внутриигровых предметов. В июле 2016 года Nintendo объявила о проведении серии онлайн соревнований «The Great British Splat-Off» с 16 июля по 7 августа 2016 года. В декабре 2015 года компания сделала заявление, что она закончит выпускать бесплатные дополнения для Splatoon в январе 2016 года, хотя обновления выпускались и после этой даты. После проведения последнего внутриигрового мероприятия «Сплатфест», которое произошло 22 июля 2016 года, на запрос журналистов Kotaku о будущем многопользовательских режимов, Nintendo ответила, что сетевые сервисы Splatoon будут продолжать работать и далее.

## Отзывы
| Сводный рейтинг       | Сводный рейтинг                                       |
| Агрегатор             | Оценка                                                |
| --------------------- | ----------------------------------------------------- |
| GameRankings          | 81,94 %                                               |
| Metacritic            | 81/100                                                |
| Иноязычные издания    |                                                       |
| Издание               | Оценка                                                |
| Destructoid           | 8,5/10                                                |
| GameSpot              | 8/10                                                  |
| GamesRadar+           | [ 68 ]                                                |
| GameTrailers          | 8,4/10                                                |
| IGN                   | 7,9/10 (изначально) 8,6/10 (повторное рецензирование) |
| Polygon               | 8,5/10                                                |
| Nintendo Life         | [ 73 ]                                                |
| Русскоязычные издания |                                                       |
| Издание               | Оценка                                                |
| 3DNews                | 8/10                                                  |
| «IGN Россия»          | 9/10                                                  |
| «Игромания»           | 7,5/10                                                |
| «Канобу»              | 7/10                                                  |

Splatoon была хорошо принята игровой прессой после объявления на презентации. Многие обозреватели были удивлены, что Nintendo решилась создать шутер в новой игровой вселенной, и похвалили идеи игрового процесса, которые отличают Splatoon от остальных игр в жанре шутеров.
После выхода Splatoon получила положительные отзывы от игровых журналистов. Средняя оценка игры на агрегаторе Metacritic составляет 81 балл из 100 на основе 88 рецензий. Журналист GamesRadar Дэвид Робертс присудил Splatoon 3,5 звезды из 5, отнеся к положительным качествам, что игра даёт свежий взгляд на жанр шутеров, но также посчитал, что у Splatoon есть такие недостатки, как реализация лобби-комнат и наличие контента, который доступен только владельцам фигурок Amiibo. Бен Мур, рецензент GameTrailers, дал игре оценку в 8,4 балла из 10, положительно отозвавшись об игровом процессе, но пожаловался на то, что игра при выходе ощущалась «пустой». Обозреватель IGN Хосе Отеро изначально оценил игру в 7,9 баллов, похвалив игровой процесс, но раскритиковал малое количество доступных карт и режимов, а также отсутствие голосового чата. После нескольких значительных обновлений игры Отеро повторно отрецензировал игру и увеличил оценку до 8,6 баллов за добавление новых карт и сетевых режимов. Некоторые из рецензентов высказали своё неудовольствие тем, что проблемы соединения в игре могут привести к потере большого количества очков в рейтинговых матчах. Крис Картер с сайта Destructoid поставил Splatoon оценку в 8,5 баллов, посчитав, что недостатки можно простить, «поскольку [игра] чертовски весёлая». Рецензент Nintendo Life Алекс Олни оценил игру в 9 звёзд из 10, прокомментировав, что Splatoon является одной из наиболее весёлых сетевых игр, поскольку каждый из матчей проходит совершенно уникально из-за механики с чернилами, которая помогает справиться с потенциальной скукой из-за низкого количества доступных карт на момент выхода игры в продажу.
Кейт Грей в своём обзоре для The Guardian похвалила визуальный стиль Splatoon, который резко контрастирует с другими играми в жанре шутера, такими как серия Call of Duty, использующей реалистичную графику, и схож с «эстетикой мультфильмов из 90-х». Рецензенту графическая составляющая проекта напомнила ту, что использовалась в играх Jet Set Radio, Super Mario Sunshine, и de Blob. Положительной отметки удостоился и запоминающийся саундтрек. С другой стороны, Грей также отметила и моменты, которые ей не понравились: малое количество сетевых карт и режимов в момент выхода проекта, из-за чего игра показалась ей постоянно повторяющейся, проблемы с поиском оппонентов (например, длительное ожидание и проблемы с набором команды), а также отсутствие таких функций, как голосовой чат и приватные лобби-комнаты. Тем не менее Грей посчитала, что так как это была «первая за долгое время игра [Nintendo], которая попыталась привнести что-то новое и встряхнуть жанр, который находится в стагнации, не стоит удивляться, что такая отважная изобретательная авантюра имеет огрехи и что всем стоит похвалить Nintendo за то, что она решилась сделать шаг на новую для себя территорию». Грей подытожила, что Splatoon является «глотком свежего воздуха, или, более точно, „большим пятном чернил“ для тех, кому нравится стрелять, но устал от бесконечных кровавых реалистичных шутеров».

## Продажи
Splatoon заняла вторую строчку в недельном чарте продаж программного обеспечения в Великобритании, уступив игре «Ведьмак 3: Дикая Охота». Проект стал пятым по продажам на консоли Wii U и самой продаваемой новой франшизой на платформе в стране, превзойдя предыдущий рекорд, установленный игрой 2012 года от Ubisoft, ZombiU. В Японии Splatoon дебютировала на первом месте в списке бестселлеров с более чем 144 000 проданными экземплярами через розничные магазины за первую неделю, а на декабрь 2016 года было продано 1,53 миллиона копий игры. В США в мае 2015 года сумма проданных розничных и цифровых версий Splatoon составила 165 000 штук, в июне было куплено 290 000 экземпляров, а в июле ещё 85 000; к концу августа общее количество проданных копий игры превысило 600 000. В марте 2016 года Nintendo сообщила, что в Европе был продан 1 миллион экземпляров. На конец июня 2015 всего в мире было реализовано 1,62 миллиона копий игры, а на февраль 2021 года общие продажи во всех регионах составили 4,95 миллиона экземпляров.

## Награды
Несмотря на то, что Splatoon вышла в 2015 году, игра победила в номинации «Игра года» на Japan Game Awards, проводящегося в рамках Tokyo Game Show в сентябре 2016 года. Кроме того, проект получил награду за «лучшую игру» на церемонии вручения Детской премии BAFTA и несколько наград на других конкурсах и церемониях.
| Год  | Награда                       | Категория                                                 | Результат           | Сноска        |
| ---- | ----------------------------- | --------------------------------------------------------- | ------------------- | ------------- |
| 2015 | Детская премия BAFTA          | Лучшая игра                                               | Победа              | [ 89 ]        |
| 2015 | Golden Joystick Awards        | Лучшая семейная игра                                      | Победа              | [ 91 ] [ 92 ] |
| 2015 | Golden Joystick Awards        | Лучшая многопользовательская игра                         | Номинация           | [ 91 ] [ 92 ] |
| 2015 | Golden Joystick Awards        | Лучшая игра от Nintendo                                   | Победа              | [ 91 ] [ 92 ] |
| 2015 | Golden Joystick Awards        | Лучшая оригинальная игра                                  | Номинация           | [ 91 ] [ 92 ] |
| 2015 | Golden Joystick Awards        | Лучший визуальный дизайн                                  | Номинация           | [ 91 ] [ 92 ] |
| 2015 | The Game Awards 2015          | Лучшая семейная игра                                      | Номинация           | [ 93 ]        |
| 2015 | The Game Awards 2015          | Лучший мультиплеер                                        | Победа              | [ 93 ]        |
| 2015 | The Game Awards 2015          | Лучший шутер                                              | Победа              | [ 93 ]        |
| 2016 | Game Developers Choice Awards | Лучший звук                                               | Почётное упоминание | [ 94 ] [ 95 ] |
| 2016 | Game Developers Choice Awards | Лучший дизайн                                             | Номинация           | [ 94 ] [ 95 ] |
| 2016 | Game Developers Choice Awards | Лучшая технология                                         | Почётное упоминание | [ 94 ] [ 95 ] |
| 2016 | Game Developers Choice Awards | Лучшее визуальное представление                           | Номинация           | [ 94 ] [ 95 ] |
| 2016 | Game Developers Choice Awards | Игра года                                                 | Почётное упоминание | [ 94 ] [ 95 ] |
| 2016 | Game Developers Choice Awards | Награда за инновации                                      | Номинация           | [ 94 ] [ 95 ] |
| 2016 | Игровая премия SXSW           | Самая многообещающая новая интеллектуальная собственность | Победа              | [ 96 ]        |
| 2016 | Japan Game Awards             | Игра года                                                 | Победа              | [ 90 ]        |

## Влияние
После выхода игры Nintendo выпустила артбук «Art of Splatoon» в октябре 2015 в Японии и в июне 2017 года в Северной Америке и Европе. Кроме того, в 2017 году компания Jakks Pacific выпустила водяные пистолеты, являющиеся копиями оружия из игры.
В 2016 году Nintendo проводила серию виртуальных концертов «Squid Sisters Live» группы Squid Sisters, на которых персонажи представлялись в виде голограмм, использующих более детальные модели, чем задействованные в игре. Концерты прошли в январе на «Niconico Tokaigi 2016» (на площадке Макухари Мессе), в апреле на «Choukagi 2016», в июле на «Japan Expo» в Париже и в ноябре на «Niconico Cho Party».
По игре Splatoon начала выпускаться манга за авторством Санкити Хинодея. Первый выпуск произошёл в CoroCoro Comic, следующий выпуск вышел в антологии Bessatsu CoroCoro Comic в январе 2016, после чего манга стала регулярно публиковаться в рамках CoroCoro Comic с 15 мая 2017 года. Перевод манги на английский язык был выполнен издательством Viz Media. В 2018 году с 22 июня по 13 июля CoroCoro Comic предоставляла бесплатный доступ ко всем выпускам произведения.
В 2023 году Инкополь из Splatoon был добавлен в Splatoon 3 в составе платного загружаемого дополнения «Талон на расширение для Splatoon 3». Игроки, которые приобрели дополнение, могут использовать площадь из оригинальной игры в качестве центральной локации-хаба.